# Anberlin
Anberlin var en alternativ rock-grupp från Winter Haven, Florida, USA som bildades 2002. Sedan 2007 har bandet bestått av Stephen Christian (sång), Deon Rexroat (bas), Joseph Milligan (gitarr), Nathan Young (trummor) och Christian McAlhaney (kompgitarr). De har släppt fyra studioalbum och en EP under deras sex år samt sålt över 400 000 album.
Anberlin tillbringade fem år på skivbolaget Tooth & Nail Records och efter succén med de tre första studioalbumen skrev de på för Universal Republic Records 16 augusti 2007. Bandets första album för ett stort skivbolag utgavs 30 september 2008 och heter New Surrender.

## Historia

### SaGoh 24/7
Sångaren Stephen Christian mötte basistern Deon Rexroat då de gick i grundskolan, tillsammans bildade de det kristna punkbandet SaGoh (en: Servants after God's own heart) 24/7. Trummisen Sean Hutson och gitarrist Joseph Milligan tillkom därefter till gruppen.  Bandet släppte två album, Servants After God's Own Heart (1999) och Then I Corrupt Youth (2001), båda på Rescue Records.
Albumen såldes endast i 1 300 exemplar. Hutson lämnade då bandet för att bilda familj och Nathan Young togs in som ersättare. Christian och Milligan började arbeta på ett sidoprojekt, som senare blev Anberlin då Milligan föreslog att de skulle utveckla mer av ett rocksound. Några av SaGoh 24/7s låtar gjordes om för att passa bandets nya alternativa rock-stil.

### Bildande ochBlueprints for the Black Market
Bandmedlemmarna bildade officiellt Anberlin år 2002 efter ett närmande av Tooth & Nail Records. Drygt ett år senare släppte bandet sitt första album Blueprints for the Black Market (2003) som producerats av Aaron Sprinkle. Albumet nådde inga topplistor, men tack vare singeln "Readyfuels" så sålde albumet över 60 000 exemplar. Genom ett flertal turnéer med andra band från skivbolaget och marknadsföring på internet fick Anberlin en stor beundrarskara.  
Kompgitarristen Joey Bruce sparkades från bandet. Anledningen var, enligt Christian, att han bara brydde sig om sex och droger och var på väg i en annan riktning än resten av bandet. Efter ett antal dåliga ersättare fick man Nathan Strayer från bandet The Mosaic.

### Never Take Friendship Personal
Uppföljaren till Blueprints hette Never Take Friendship Personal och utgavs tidigt år 2005, återigen producerat av Aaron Sprinkle. Albumet placerade sig som högst på plats 144 på Billboard 200, vilket tog bandet ett steg närmare mainstreamen. Never Take Friendship Personal mottogs väl av kritikerna och fick några bra recensioner. Innan skivan släpptes gjordes reklam för den genom att man släppte ett spår per vecka på bandets PureVolume- och MySpace-profiler samt på deras officiella hemsida.
Två singlar utgavs från albumet, "A Day Late" och "Paperthin Hymn". "Paperthin Hymn" placerade sig som högst på plats #38 på lista Hot Modern Rock Tracks
Under denna tid var Anberlin även med på ett antal samlingsskivor, med bland annat covers på Bob Dylans låt "Like a Rolling Stone", Depeche Modes "Enjoy the Silence".

### CitiesandLost Songs

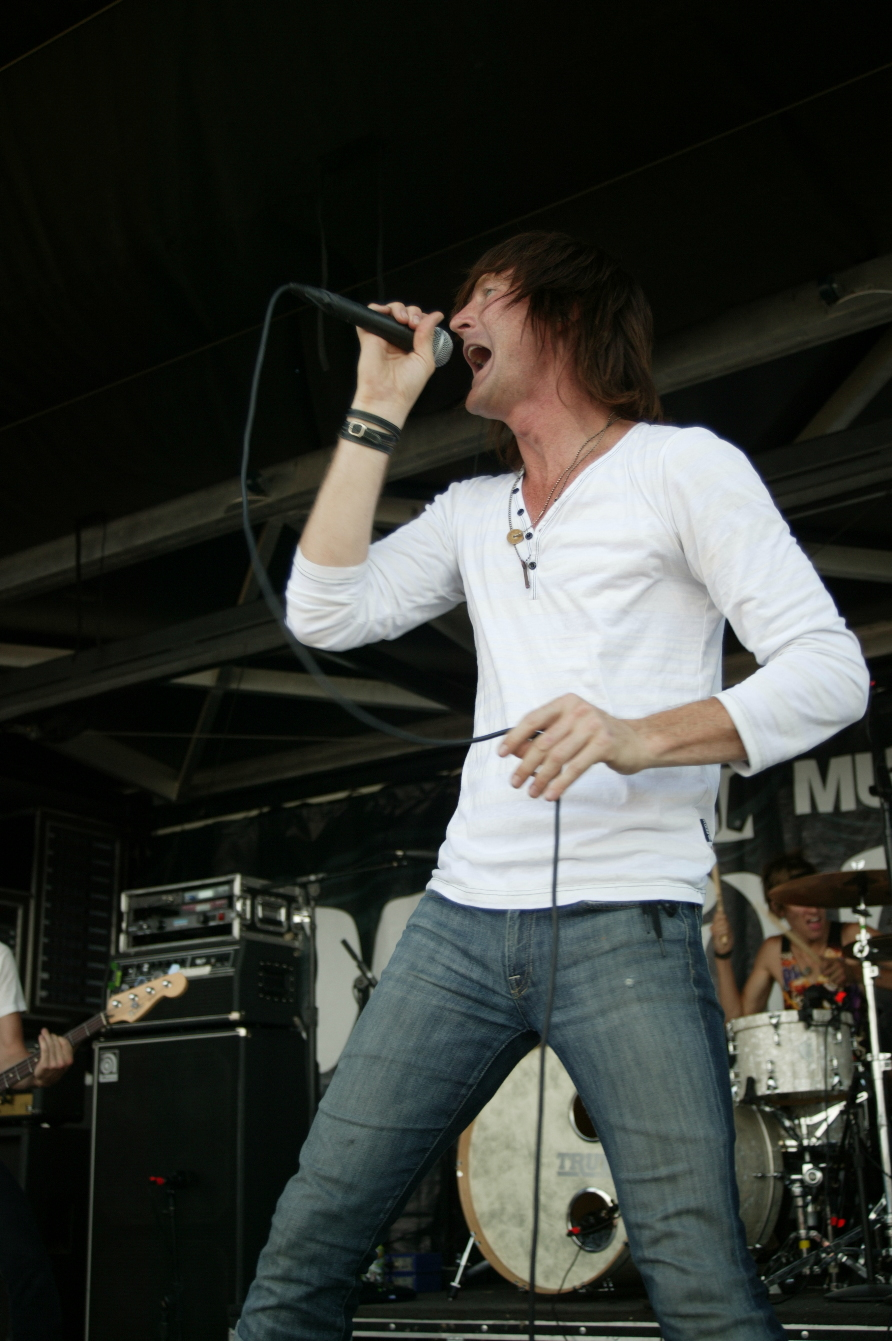
Konsert under Warped Tour 2007.

Även det tredje albumet Cities producerades av Aaron Sprinkle och fick, som Never Take Friendship Personal, bra recensioner. Det sålde 34 000 exemplar första veckan och debuterade på plats #19 på Billboard 200.
I en intervju om albumet kommenterade Christian att låttexterna av mognat genom bandets skivor. Den första skivan (Blueprints for the Black Market) var barnslig för att texterna hade temat "man mot världen". Andra skivan (Never Take Friendship Personal) var det "man mot man". Cities är mer moget då texterna är "man mot sig själv".
Cities var den mest efterlängtade album på "Jesus Freak Hideout"s "mest efterlängtade"-lista år 2007.
Tre till fyra veckor innan Cities släpptes så kom nyheten att Nathan Strayer hade lämnat bandet för att spela för sitt gamla band, The Mosaic. Christian McAlhaney, tidigare med bandet Acceptance, tog över som gitarrist.
Ett samlingsalbum av tidigare osläppta låtar kallat Lost Songs släpptes 20 november 2007. Det innehöll b-sidor, demolåtar, covers och akustiska versioner av tidigare släppta låtar samt låtar från AOL sessions.

### New Surrender
Bandet skrev på för skivbolaget Universal Republic Records 16 augusti 2007 och började direkt skriva material för det nya albumet New Surrender. Det utgavs 30 september 2008. Albumet är bandets första som inte släppts på Tooth & Nail Records och första som inte producerats av Aaron Sprinkle. Den första låten som spelades hette "Bittersweet Memory" på konserter, men döptes senare om till "Breaking". 11 juli 2008 lade bandet upp en ny låt kallad "Disappear" på sin MySpace-profil. Den första riktiga singeln från albumet var en nyinspelning av "Feel Good Drag" som började spelas på radio 11 augusti.
Bandet bokade en åttaveckors inspelning med kända producenten Neal Avron (New Found Glory, Yellowcard, Fall Out Boy) tidigt i februari 2008. Christian sa i en intervju att bandet var spända på att få jobba med Neal och att fansen skulle bli nöjda när de fick höra resultatet. Christian diskuterade också svårigheterna med att skriva skivan: "När man försöker skriva 29 låtar så börjar ämnena till slut gå i cirklar. Jag har börjat leta i böcker, konst och fått hjälp av vänner för att hitta nya inriktningar". Under inspelningen av albumet satte bandet upp en webbkamera i studio så fansen kunde titta. New Surrender hamnade på en andra plats för Jesus Freak Hideouts 25 mest efterlängtade album 2008.
Under sin debutvecka sålde albumet 36 000 exemplar och hamnade på en trettonde placering på Billboard 200.
Bandet åkte ut på en turné genom USA tillsammans med Scary Kids Scaring Kids, Straylight Run och There For Tomorrow som reklam för skivan.

### Anchor & Braille
Stephen Christian har bildat ett akustiskt sidoprojekt, Anchor & Braille, men även om projektet tidigare innehöll Aaron Marsh (från bandet Copeland) så kommer han inte vara med på debutalbumet, trots att han producerade det. Sidoprojektet har, än så länge, bara släppt en 7" vinyl. Ett fullängsalbum är färdigställt, men har inte släppts på grund av Stephens plikter med marknadsföringen av Anberlins album New Surrender och att han vill turnera med Anchor & Braille vid albumsläppet. Christian har sagt att han inte är i någon brådska att komma ut med albumet, och om det först släpps då han är en gammal gubbe då blir det så..

## Bandnamnet
Stephen Christian har sagt olika ursprung till bandnamnet i olika intervjuer. Han har bland annat sagt att han planerade att döpa sin första dotter till Anberlin. När bandet inte kunde komma på nått namn bestämde de sig för namnet tills de kom på nått bättre, men ingen har kommit på nått bättre än. 
Christian sa att han inte längre skulle döpa sin första dotter till Anberlin, för då skulle dotter tro att hon var döpt efter bandet och inte tvärtom. I en annan intervju har han sagt att han tänkte på europeiska städer han vill besöka och han tänkte "London, Paris, Rome and Berlin". "And Berlin" tyckte han var ett passande bandnamn och när han föreslog det för de andra modifierades namnet till "Anberlin".
Christian har sedan det erkänt att när bandet precis hade bildats så turades de om att hitta på historier, på skoj, om bandnamnet i intervjuer eftersom han trodde den riktiga anledningen inte var intressant nog. Christian sa att det var en historia om hur hans farfar hade "räddat en liten flicka från en bombräd under andra världskriget" och hennes namn hade varit "Anberlin". De bestämde att avslöja den riktiga anledningen.
Han sa att den "riktiga" anledningen till bandnamnet kom från Radioheads låt "Everything in Its Right Place", från albumet Kid A: "Det finns många historier som cirkulerar på internet, men den riktiga är att när jag gick i college så var mitt favoritband Radiohead. I låten "Everythings in Its Right Place" så är det ett bakgrundsljud (ungefär 2 minuter och 31 sekunder in i låten). När Thom Yorke sjunger try to say tyckte jag alltid det lät som "Anberlin". Jag tyckte alltid att det skulle vara ett jättebra band namn och ja...det var/är det."
Men i en podcast med tidningen Alternative Press (#29) så avslöjade de att det egentligen inte finns någon historia bakom bandnamnet. När de satt sig ner för att tänka på namn hade 'Anberlin' kommits på av sångaren Stephen och de bestämde att det skulle få vara namnet tills de kom på nått bättre.

## Bandet och kristendom
Genom år har många fans, kritiker och andra kännetecknat Anberlin som kristen rock. Sångaren Stephen Christian har sagt i en intervju att deras tro är med komplicerad än bara en enkel stämpel: "Jag tror att vi blev kategoriserade så för att vi var på  Tooth & Nail Records, som för flera år sedan var känt som ett kristet skivbolag och aldrig förlorade det ryktet. Jag bryr mig inte vem som lyssnar på våra skivor. Om det hjälper dem, i vilken situation de än är, så är det häftigt, men jag skulle verkligen inte klassificera oss som ett kristet band." Annars har Christian sagt att "min tro påverkar allt jag gör i livet, men jag är ingen präst, jag är en underhållare."
Trots att bandet och andra gjort detta uttalande så listar många källor dem fortfarande i christian Rock-genren. Vissa av Anberlins texter innehåller religiösa referenser, de har spelat på festivaler för kristen musik som Parachute Music Festivaloch den svenska fesivalen "Frizon", låtar har inkluderats på christian rock-samlingar. och DVD:er.
I en intervju med Smartpunk kommenterade trummisen Nathan Young: "Saken är, banden som försöker få någonting ur den kristna marknaden, blir störda av frågorna om det. Jag bryr inte om det för att jag är kristen och jag talar gärna om det. Angående termen "kristet band" så förstår jag inte hur ett band kan vara kristet. Vi får frågan "Är Anberlin ett kristet band?" och ja, vi människor i Anberlin är det."

## Medlemmar
- Stephen Christian – sång (2002– )
- Joseph Milligan – gitarr, bakgrundssång (2002– )
- Deon Rexroat – basgitarr (2002– )
- Nathan Young – trummor (2002– )
- Christian McAlhaney (tidigare med Acceptance) – gitarr, bakgrundssång (2007– )

Tidigare medlemmar
- Nathan Strayer – gitarr, bakgrundssång (2004–2007) (Spelar nu med The Brick Path)
- James Aceino – gitarr (2003–2004)
- Joey Bruce – gitarr (2002–2003) (Spelar nu med Mouse Fire)

### Medlemmars medverkan
| Medlem              | Studioalbum                     | Studioalbum                    | Studioalbum | Studioalbum   | Instrument |
| Medlem              | Blueprints for the Black Market | Never Take Friendship Personal | Cities      | New Surrender | Instrument |
| ------------------- | ------------------------------- | ------------------------------ | ----------- | ------------- | ---------- |
| Stephen Christian   |                                 |                                |             |               | Sång       |
| Joseph Milligan     |                                 |                                |             |               | Gitarr     |
| Joey Bruce          |                                 | -                              | -           | -             | Kompgitarr |
| Nathan Strayer      | -                               | -                              |             | -             | Kompgitarr |
| Christian McAlhaney | -                               | -                              | -           |               | Kompgitarr |
| Deon Rexroat        |                                 |                                |             |               | Bas        |
| Nathan Young        |                                 |                                |             |               | Trummor    |

## Diskografi

### Studioalbum
- 2003: Blueprints for the Black Market
- 2005: Never Take Friendship Personal
- 2007: Cities
- 2008: New Surrender
- 2010: Dark is the way. Light is a place
- 2012: Vital
- 2014: Lowborn

### Samlingsalbum
- 2007: Lost Songs

### EP
- 2006: Godspeed EP

### Singlar
| År   | Titel                     | Topplacering | Album                           |
| År   | Titel                     | USA          | Album                           |
| ---- | ------------------------- | ------------ | ------------------------------- |
| 2003 | "Readyfuels"              | —            | Blueprints for the Black Market |
| 2005 | "A Day Late"              | —            | Never Take Friendship Personal  |
| 2006 | "Paperthin Hymn"          | 38           | Never Take Friendship Personal  |
| 2006 | Godspeed"                 | —            | Cities                          |
| 2007 | "The Unwinding Cable Car" | —            | Cities                          |
| 2008 | "Feel Good Drag"          | 9            | New Surrender                   |

### Musikvideor
| År   | Titel                     | Regissör         |
| ---- | ------------------------- | ---------------- |
| 2004 | "Readyfuels"              |                  |
| 2005 | "A Day Late"              | Acquastrada      |
| 2006 | "Paperthin Hymn"          | Christopher Sims |
| 2007 | "Godspeed"                | Christopher Sims |
| 2007 | "The Unwinding Cable Car" | Andrew Watson    |
| 2008 | "Feel Good Drag"          | Endeavor Media   |
| 2010 | "Impossible"              | Steve Hoover     |